# Алессандро Боргі (актор)
Алесса́ндро Бо́рґі (італ. Alessandro Borghi; 16 вересня 1986, Рим) — італійський кіноактор.

## Життєпис
Алессандро Борґі народився 19 вересня 1986 року в Римі. З 2005 по 2007 рік працював в кінематографі каскадером, потім почав зніматися в невеликих ролях у телесеріалах, у тому числі таких відомих як «Комісар Рекс».
У 2011 році Борґі дебютував у повнометражному кіно з фільмом «П'ять» (італ. Cinque). Потім він отримав головну роль у стрічці «Кримінальний Рим» (італ. Roma criminale, 2013). Пізніше Алессандро знявся у фільмах «Субурра» (2015, роль Ауреліано Адамі) та «Не будь злим» (італ. Non essere cattivo, 2015, Вітторіо). З останньою, представленою поза конкурсом на 72-му Венеційському міжнародному кінофестивалі, він виграв премію Nuovo Imaie Talent як найкращий італійський акторський дебют та був номінований як найкращий актор на італійську національну кінопремію «Давид ді Донателло».
У 2016 році Алессандро Борґі зіграв роль співака Луїджі Тенко у французькій біографічній драмі режисерки Лізи Алуелос «Даліда», заснованої на житті легендарної співачки і акторки Даліди.
У 2017 році на екрани вийшов фільм Паоло Дженовезе «Місце зустрічі», де Алессандро Борґі зіграв одну з провідних ролей. Стрічка розповідає про таємничого незнайомця, який виконує будь-які бажання людей, але лише після того, як ті виконають його жахливі завдання. Партнерами Борґі на змімальному майданчику стали Валеріо Мастандреа, Марко Джалліні, Альба Рорвакер та ін. У цьому ж році актор знявся спільно з Джованною Медзоджорно у фільмі Ферзана Озпетека «Зачарований Неаполь» та в драмі Серджо Кастеллітто «Фортуната», яка брала участь в програмі секції «Особливий погляд» 70-го Каннського міжнародного кінофестивалю.
У 2018 році Алессандро Борґі був номінований одразу в двох категоріях на премію «Давид ді Донателло»: як найкращий актор за роль у фільмі «Зачарований Неаполь» та як найкращий актор другого плану у стрічці «Фортуната».

## Фільмографія
| Рік       |    | Українська назва                | Оригінальна назва             | Роль              |
| --------- | -- | ------------------------------- | ----------------------------- | ----------------- |
| 2000      | с  | Поліцейський відділок           | Distretto di polizia          | Мартіно Бенці     |
| 2005      | с  | Докази злочину                  | R.I.S. - Delitti imperfetti   | Лучано Орланді    |
| 2008      | с  | Комісар Рекс                    | Il commissario Rex            | Едоардо Роваті    |
| 2008—2010 | с  | Кримінальний роман              | Romanzo criminale — La serie  | Марчелло          |
| 2010      | тф | Святий Августин                 | Sant'Agostino                 | Каміллус          |
| 2011      | ф  | 5 (П'ять)                       | 5 (Cinque)                    | Еміліано          |
| 2011      | с  | Хай допоможе нам Бог            | Che Dio ci aiuti              | Ріккардо Манці    |
| 2012      | с  | Острів                          | L'isola                       | Себастьяно        |
| 2013      | тф | Ультімо 4 — Око яструба         | Ultimo 4 — L'occhio del falco | молодий злочинець |
| 2013      | ф  | Кримінальний Рим                | Roma criminale                | марко Ланці       |
| 2014      | кф | Щасливий День святого Валентина | Buon San Valentino            |                   |
| 2015      | с  | Команда швидкого реагування     | Squadra mobile                | Джуліо            |
| 2015      | ф  | Не будь злим                    | Non essere cattivo            | Вітторіо          |
| 2015      | ф  | Субурра                         | Suburra                       | Номер 8           |
| 2016      | ф  | Найбільша мрія                  | Il più grande sogno           |                   |
| 2016      | ф  | Даліда                          | Dalida                        | Луїджі Тенко      |
| 2017      | ф  | Кохання прет-а-порте            |                               |                   |
| 2017      | ф  | Фортуната                       | Fortunata                     | Чикано            |
| 2017      | с  | Субура                          | Suburra: la serie             | Ауреліано Адамі   |
| 2017      | ф  | Місце                           | The Place                     | Фульвіо           |
| 2017      | ф  | Зачарований Неаполь             | Napoli velata                 | Андреа            |
| 2018      | ф  | У моїй шкірі                    | Sulla mia pelle               | Стефано Кучі      |
| 2018      | ф  | Перший король                   | Il primo re                   | Ремо              |

## Визнання
| Нагороди та номінації Алессандро Борґі            | Нагороди та номінації Алессандро Борґі                                       | Нагороди та номінації Алессандро Борґі         | Нагороди та номінації Алессандро Борґі |
| Рік                                               | Категорія                                                                    | Фільм                                          | Результат                              |
| ------------------------------------------------- | ---------------------------------------------------------------------------- | ---------------------------------------------- | -------------------------------------- |
| Венеційський міжнародний кінофестиваль            |                                                                              |                                                |                                        |
| 2015                                              | Премія NuovoImaie Talent найкращому італійському акторові у дебютному фільмі | Не будь злим                                   | Перемога                               |
| 2018                                              | Спеціальна Премія Пазінетті найкращому акторові                              | На моїй шкірі                                  | Перемога                               |
| Премія «Давид ді Донателло»                       |                                                                              |                                                |                                        |
| 2016                                              | Найкращий актор другого плану                                                | Субурра                                        | Номінація                              |
| 2016                                              | Найкращий актор                                                              | Не будь злим                                   | Номінація                              |
| 2018                                              | Найкращий актор                                                              | Зачарований Неаполь                            | Номінація                              |
| 2018                                              | Найкращий актор другого плану                                                | Фортуната                                      | Номінація                              |
| 2019                                              | Найкращий актор                                                              | У моїй шкірі                                   | Перемога                               |
| Італійський національний синдикат кіножурналістів |                                                                              |                                                |                                        |
| 2016                                              | Нагорода Граціелли Бонаккі                                                   | Не будь злим Субурра                           | Перемога                               |
| 2017                                              | «Срібна стрічка» найкращому акторові другого плану                           | Найбільша мрія Фортуната                       | Перемога                               |
| Премія «Золота хлопавка»                          |                                                                              |                                                |                                        |
| 2016                                              | Найкращий актор другого плану                                                | Субурра                                        | Номінація                              |
| Берлінський міжнародний кінофестиваль             |                                                                              |                                                |                                        |
| 2017                                              | Нагорода European Film Promotion Shooting Star                               | Нагорода European Film Promotion Shooting Star | Перемога                               |